# Bohas-Meyriat-Rignat
Bohas-Meyriat-Rignat ist eine französische Gemeinde mit 951 Einwohnern (Stand: 1. Januar 2022) im Département Ain in der Region Auvergne-Rhône-Alpes. Sie gehört zum Kanton Saint-Étienne-du-Bois (bis 2015: Kanton Ceyzériat) im Arrondissement Bourg-en-Bresse.

## Geographie

### Lage
Die Gemeinde Bohas-Meyriat-Rignat liegt etwa 13 Kilometer südöstlich von Bourg-en-Bresse zwischen Dombes und dem Gebirgsabschnitt des Ain am Fluss Suran. 

### Nachbargemeinden
Nachbargemeinden von Bohas-Meyriat-Rignat sind Villereversure im Norden, Hautecourt-Romanèche im Osten, Poncin im Südosten, Neuville-sur-Ain im Süden, Saint-Martin-du-Mont im Südwesten, Journans im Westen, Revonnas im Westen und Nordwesten sowie Ramasse im Nordwesten.

## Geschichte
Am 1. Januar 1974 wurden Bohas, Meyriat und Rignat zusammengeschlossen.

### Bevölkerungsentwicklung
| Jahr                       | 1975 | 1982 | 1990 | 1999 | 2006 | 2013 | 2020 |
| Einwohner                  | 506  | 597  | 657  | 727  | 795  | 874  | 950  |
| Quellen: Cassini und INSEE |      |      |      |      |      |      |      |

## Sehenswürdigkeiten
- Kirche Saint-Martin in Bohas
- Kirche Saint-Didier in Rignat
- Kirche Saint-Étienne in Vessignat
- Burg Rignat
- Ruinen des Schlosses Bohas und des Schlosses Beaurepaire
- Herrenhaus Pinel aus dem 15. Jahrhundert

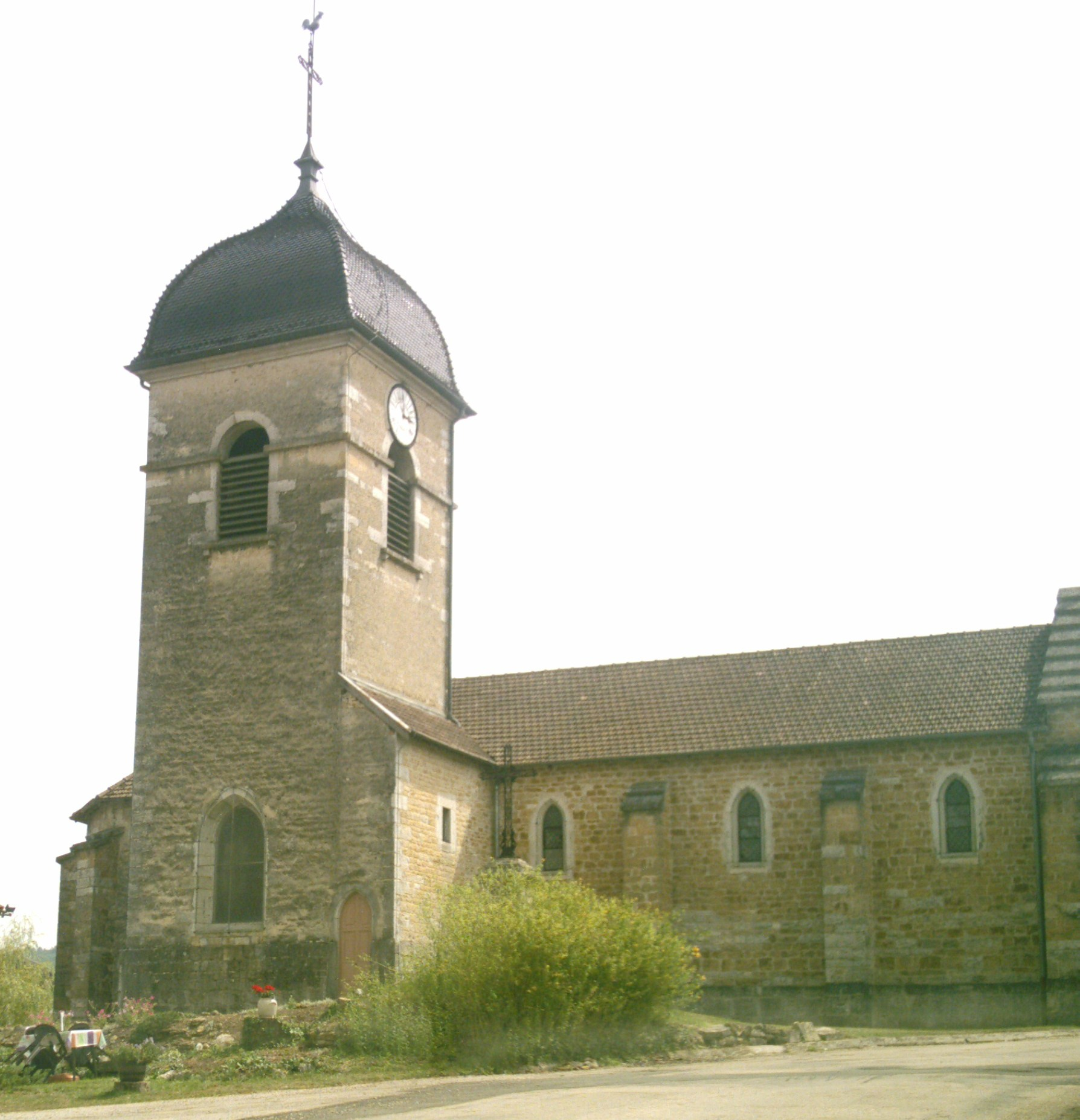
Kirche Saint-Martin
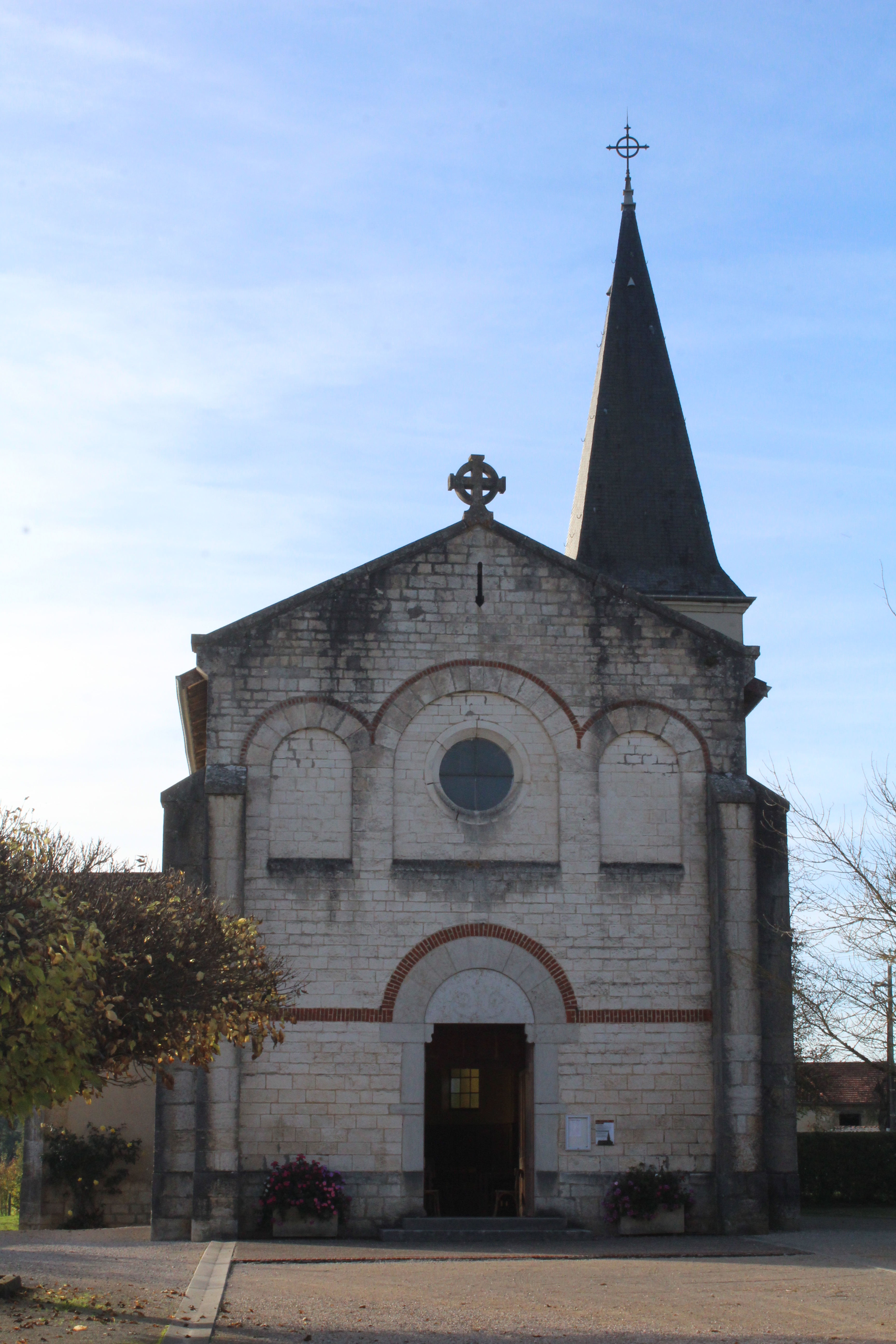
Kirche Saint-Étienne
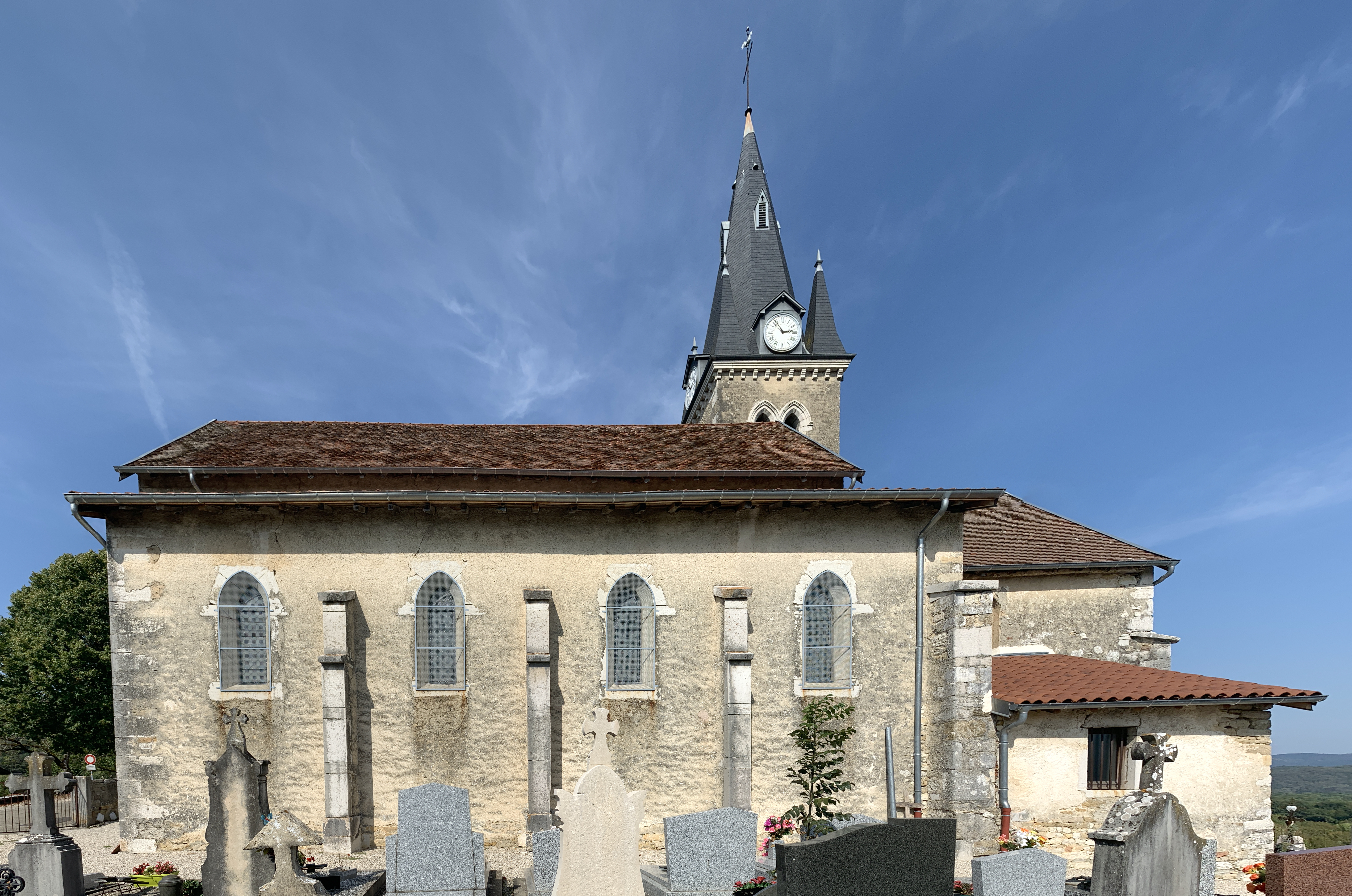
Kirche Saint-Didier
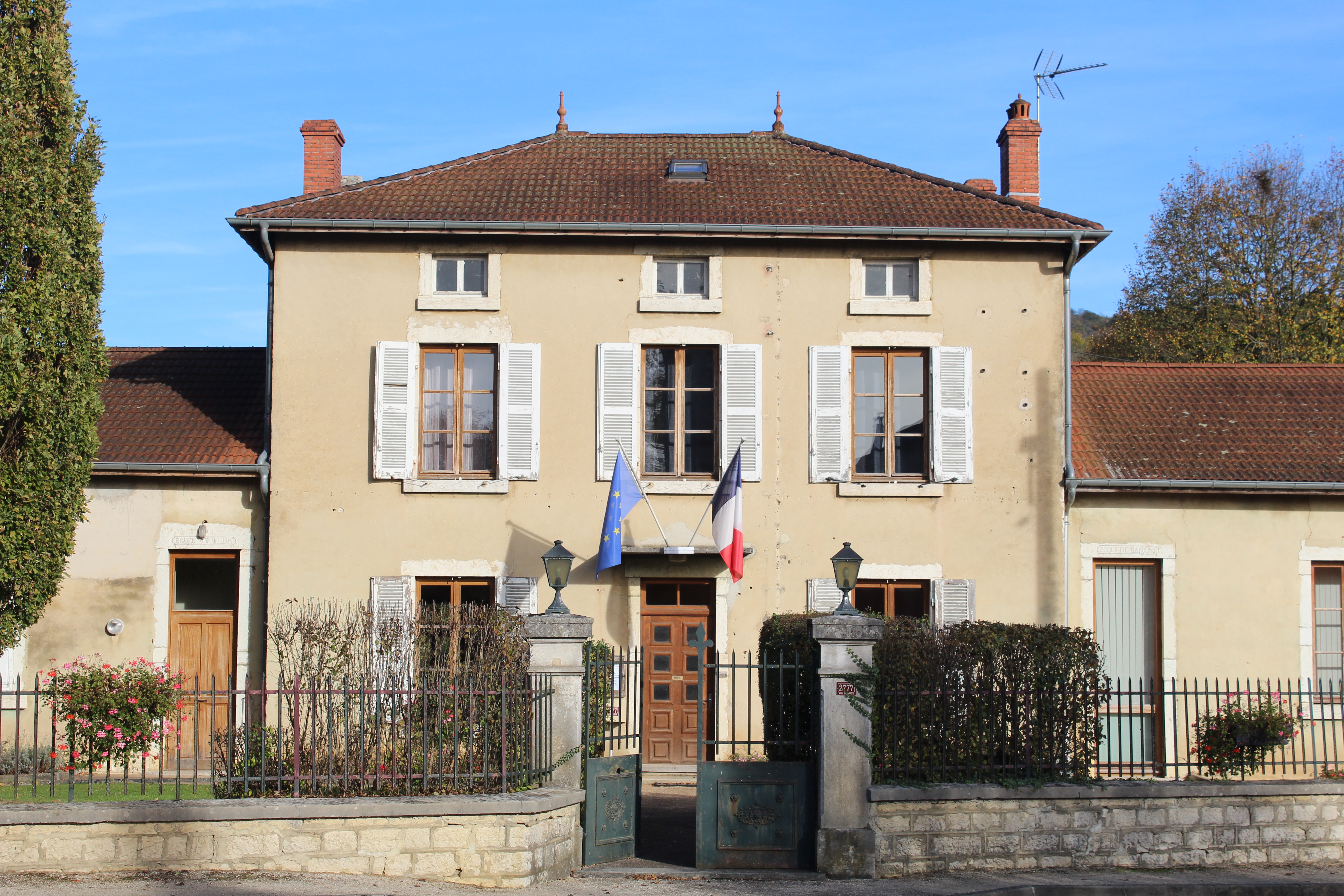
Mairie (Bürgermeisteramt)